# Norbert Hahn
Norbert Hahn (Elbingerode, 6 gennaio 1954) è un ex slittinista tedesco orientale, vincitore di due medaglie d'oro ai Giochi olimpici: ad Innsbruck 1976 ed a Lake Placid 1980. Dopo la riunificazione della Germania (1990), ha acquisito la cittadinanza tedesca.

## Biografia
Gareggiò in Coppa del Mondo nella stagione d'esordio della manifestazione, nel 1977/78, conquistando il primo podio il 5 febbraio 1978 nel doppio ad Hammarstrand (3°) in coppia con Hans Rinn, con il quale ha condiviso anche tutti i suoi altri risultati nella specialità biposto, e l'unica vittoria il 13 gennaio 1979 sempre nel doppio e sempre ad Hammarstrand.
Prese parte a due edizioni dei Giochi olimpici invernali, esclusivamente nel doppio e conquistando in entrambe le occasioni la medaglia d'oro: sia ad Innsbruck 1976, sia a Lake Placid 1980, in quella che fu la sua ultima gara a livello internazionale.
Ai campionati mondiali ottenne una medaglia d'oro, due d'argento ed una di bronzo nel doppio, vincendo il titolo ad Igls 1977. Nelle rassegne continentali vinse quattro medaglie d'oro e tre d'argento, tutte nel doppio.
Conclusa la carriera agonistica divenne allenatore della nazionale tedesca di slittino, divenendo anche responsabile della nazionale giovanile.

## Palmarès

### Olimpiadi
- 2 medaglie:
  - 2 ori (doppio ad Innsbruck 1976; doppio a Lake Placid 1980).

### Mondiali
- 4 medaglie:
  - 1 oro (doppio ad Igls 1977);
  - 2 argenti (doppio ad Oberhof 1973; doppio a Königssee 1979);
  - 1 bronzo (doppio ad Imst 1978).

### Europei
- 7 medaglie:
  - 4 ori (doppio a Königssee 1973; doppio a Valdaora 1975; doppio ad Hammarstrand 1978; doppio a Valdaora 1980);
  - 3 argenti (doppio ad Imst 1974; doppio a Königssee 1977; doppio ad Oberhof 1979).

### Coppa del Mondo
- 3 podi (tutti nel doppio):
  - 1 vittoria;
  - 1 secondo posto;
  - 1 terzo posto.

#### Coppa del Mondo - vittorie
| Data            | Luogo        | Paese  | Disciplina           |
| --------------- | ------------ | ------ | -------------------- |
| 13 gennaio 1979 | Hammarstrand | Svezia | Doppio con Hans Rinn |